# Bandida
Bandida é o álbum de estreia da cantora brasileira MC Carol, lançado em 28 de outubro de 2016 pelo selo Heavy Baile Records.
O disco, composto por canções autorais, trazem músicas anteriormente divulgadas por Carol, como "Jorginho Me Empresta a 12" e "Não Foi Cabral". O repertório traz músicas que tratam de temas sociais, como a violência cotidiana, feminismo e também temáticas de sexo explícito e letras de duplo sentido. A produção musical é de Leo Justi.

## Faixas
Todas as faixas escritas e compostas por MC Carol. 
| N.º | Título                               | Duração |  |
| 1.  | "Não Foi Cabral" (Heavy Baile Mix)   | 3:44    |  |
| 2.  | "Prazer Amante do Seu Marido"        | 2:56    |  |
| 3.  | "O Amor Acabou"                      | 2:28    |  |
| 4.  | "Propaganda Enganosa"                | 3:12    |  |
| 5.  | "100% Feminista" (part. Karol Conka) | 3:19    |  |
| 6.  | "Jorginho Me Empresta a 12"          | 2:07    |  |
| 7.  | "762 Fez Ela Esquecer a Família"     | 2:43    |  |
| 8.  | "A Vingança"                         | 2:41    |  |
| 9.  | "Delação Premiada" (part. Leo Justi) | 3:06    |  |